# Margaret Bane
Margaret Bane (1542 – 25 de marzo de 1597), también llamada Clerk, fue una partera escocesa acusada de brujería y una de las principales víctimas de la gran caza de brujas escocesa de 1597.

## Biografía

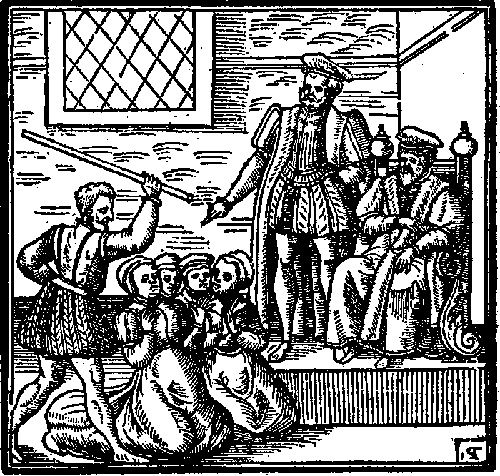
Imagen del libro de Jacobo VI, Daemonology, durante la caza de brujas escocesa de 1597.

Margaret Bane era parteray curandera de los huesos muy respetada por sus habilidades, por lo que su clientela incluía desde el campesinado hasta miembros de la nobleza. Fue acusada de brujería en 1567, pero logró evitar el juicio. Fue acusada por segunda vez en 1596, pero fue absuelta. Durante la Gran Caza de Brujas de Escocia de 1597, ocho mujeres acusadas de brujería la nombraron cómplice. Se enfrentó a varios cargos, incluido el de matar a su marido transfiriéndole el dolor del parto de una mujer, no devolver el saludo a un hombre que murió el mismo día, el haber presenciado la realización de rituales mágicos en un lago y el de haber predicho el sexo de un niño antes de nacer.El hecho de que su hermana Janet Spaldargefuera quemada por brujería en Edimburgo también contribuyó a las acusaciones, al igual que su amplio conocimiento de la obstetricia. Ella confesó que su hermana Janet le había enseñado magia y la convirtió en seguidora del diablo. Aunque estaba protegida por su asociación con personas poderosas, como lo fue su protectora Lady Ross de Auchlossan que había sobornado a los escribanos para ocultar la acusación anterior, no siempre era una garantía y fue declarada culpable y ejecutada en la hoguera junto con su hija Helen Rogie en Aberdeen en marzo de 1597.